# Pactana picea
Pactana picea är en insektsart som beskrevs av Baker 1923. Pactana picea ingår i släktet Pactana och familjen dvärgstritar. Inga underarter finns listade i Catalogue of Life.